# Vittorio Cottafavi

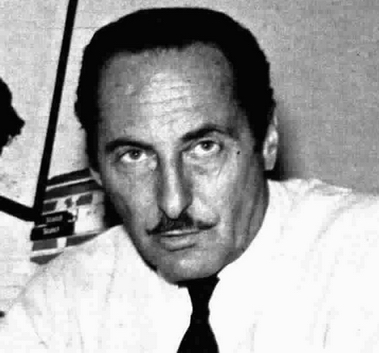
Foto publicada en 1970 en la revista de la RAI Radiocorriere TV.

Vittorio Cottafavi (Módena, 30 de enero de 1914 - Anzio, 14 de diciembre de 1998) fue un guionista y director de cine italiano.
Es uno de los maestros del péplum. Escribió y dirigió las siguientes películas: 
- Las legiones de Cleopatra (Le legioni di Cleopatra, 1959)
- Codirigida con Domingo Viladomat, Toro bravo (1960)
- La conquista de la Atlántida (Ercole alla conquista di Atlantide, 1961)
- Los cien caballeros (I cento cavalieri, 1965)